# Nielotka drzewna
Nielotka drzewna, wiewiórolotka bezlotna (Zenkerella insignis) – gatunek ssaka z rodziny nielotek (Zenkererllidae) której jest jedynym występującym współcześnie przedstawicielem.

## Zasięg występowania
Nielotka drzewna występuje w środkowej Afryce w południowym Kamerunie, Gwinei Równikowej (w tym na Bioko), północnym Gabonie, północnym i zachodnim Kongu oraz w południowo-zachodniej Republice Środkowoafrykańskiej; być może również w Demokratycznej Republice Konga.

## Taksonomia
Gatunek po raz pierwszy naukowo opisał w 1898 roku niemiecki zoolog Paul Matschie nadając mu nazwę enkerella insignis. Holotyp pochodził z Yaounde, w Kamerunie. Jedyny żyjący współcześnie przedstawiciel rodzaju nielotka (Zenkerella) który opisał w 1898 roku również Paul Matschie.
We wcześniejszych opracowaniach Z. insignis zaliczany był do Anomaluridae, gdzie jak uważano, jest spokrewniony z Idiurus, jednak dane molekularne umieszczają ten takson w osobnej rodzinie, tworząc grupę siostrzaną z Anomaluridae. Autorzy Illustrated Checklist of the Mammals of the World uznają ten takson za gatunek monotypowy.

### Etymologia
- Zenkerella: Georg August Zenker (1855–1922), niemiecki botanik, podróżnik, kolekcjoner, kolonista w Kamerunie w latach 1889–1922; łac. przyrostek zdrabniający -ella[11][12].
- insignis: łac. insignis „nadzwyczajny, niezwykły, godny uwagi”, od in „w kierunku”; signum „znak, ocena”[13].

## Morfologia
Długość ciała (bez ogona) 180–230 mm, długość ogona 150–180 mm; masa ciała 180–220 g. Futro o gęstej, miękkiej ciemnoszarej sierści, z odcieniem ochry na przedramionach, łydkach i policzkach. Brzuch nieco jaśniejszy. Długi, puszysty ogon ciemniejszy od reszty ciała. Głowa o dużych oczach i uszach. W przeciwieństwie do innych gatunków z rodziny wiewiórolotkowatych nie posiadają fałdy skórnej pozwalającej wykonywać lot ślizgowy.

## Ekologia
Głównym siedliskiem tego gryzonia są wilgotne lasy tropikalne i liściaste, oraz skupiska drzew na sawannie. Gatunek ten prowadzi nocny, nadrzewny i samotniczy tryb życia. Najprawdopodobniej częściej i łatwiej schodzą na ziemię niż inni przedstawiciele tej rodziny. Szczegółowe informacje na temat rozrodu i wychowania młodych są nieznane. Również brakuje danych na temat sposobów odżywienia. U ssaka tego stwierdzono nicienie z gatunku Zenkoxyuris mabokensis.

## Zagrożenie i ochrona
W Czerwonej księdze gatunków zagrożonych Międzynarodowej Unii Ochrony Przyrody i Jej Zasobów został zaliczony do kategorii LC (najmniejszej troski). Możliwe jest że wylesianie stanowi zagrożenie dla tego gatunku.